# Walther P38
A Walther P38 (originalmente escrita Walther P.38) é uma pistola semiautomática de 9mm que foi desenvolvida pela Carl Walther GmbH como a pistola de serviço da Wehrmacht no início da Segunda Guerra Mundial. Destinava-se a substituir a Luger P08, mais cara, e cuja produção estava programada para terminar em 1942.

## Desenvolvimento
Os primeiros projetos foram apresentados ao Exército Alemão (Heer) e apresentavam uma culatra fechada e um cão oculto, mas o Exército solicitou que fosse redesenhado com um cão externo.
O conceito da P38 foi aceito pelos militares alemães em 1938, mas a produção de pistolas protótipo ("Test") não começou até o final de 1939. Walther começou a produção em sua fábrica em Zella-Mehlis e produziu três séries de pistolas "Test", designadas por um prefixo "0" para o número de série. As pistolas da terceira série resolveram satisfatoriamente os problemas anteriores para o exército alemão e a produção em massa começou em meados de 1940, usando o código de identificação de produção militar da Walther, "480".
Várias versões experimentais foram criadas posteriormente em .45 ACP e .38 Super, mas nunca foram produzidas em massa. Além da versão 9x19mm Parabellum, algumas versões 7,65×21mm Parabellum e algumas versões .22 Long Rifle também foram fabricadas e vendidas.

## Detalhes do projeto

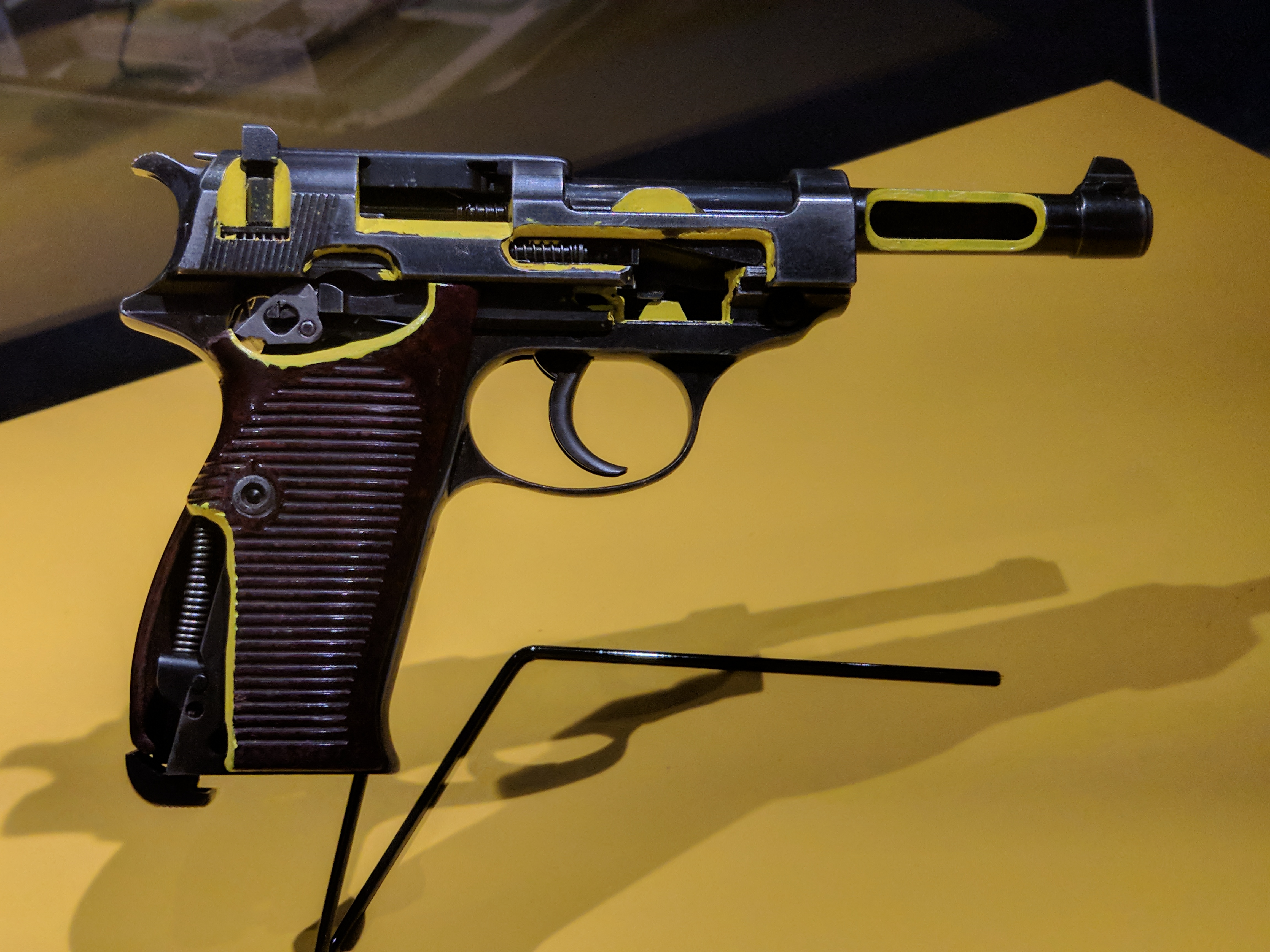
Modelo P38 recortado.

A P.38 era um projeto de pistola semiautomática de ponta, que introduziu características técnicas ainda usadas hoje em pistolas semiautomáticas comerciais e militares atuais, incluindo a Beretta 92.
A P38 foi a primeira pistola de culatra trancada a usar um gatilho de ação dupla / ação simples (DA / SA) (o PPK de ação dupla anterior era um desenho de recuo destrancado, mas a munição 9x19mm Parabellum, mais poderosa, usada no P38 exigia um desenho de culatra trancada). O atirador pode carregar uma munição, usar a alavanca de segurança para abaixar o cão com segurança sem disparar a munição e carregar a arma com uma munição na câmara. A alavanca pode permanecer em "seguro" ou, se retornada ao "fogo", a arma permanece "pronta" de forma segura, com um longo acionamento do gatilho de ação dupla para o primeiro tiro. Puxar o gatilho engatilha o cão antes de disparar o primeiro tiro com operação de dupla ação. O mecanismo de disparo extrai e ejeta o estojo gasto, engatilha o cão e coloca uma nova munição para operação de ação única a cada disparo subsequente - todos estes recursos encontrados em muitas armas modernas. Além de um desenho de gatilho DA/SA semelhante ao das Walther PPK anteriores, a P38 possui um indicador de câmara carregada visível e tátil, na forma de uma haste de metal que se projeta da parte traseira da corrediça quando uma munição é carregada.

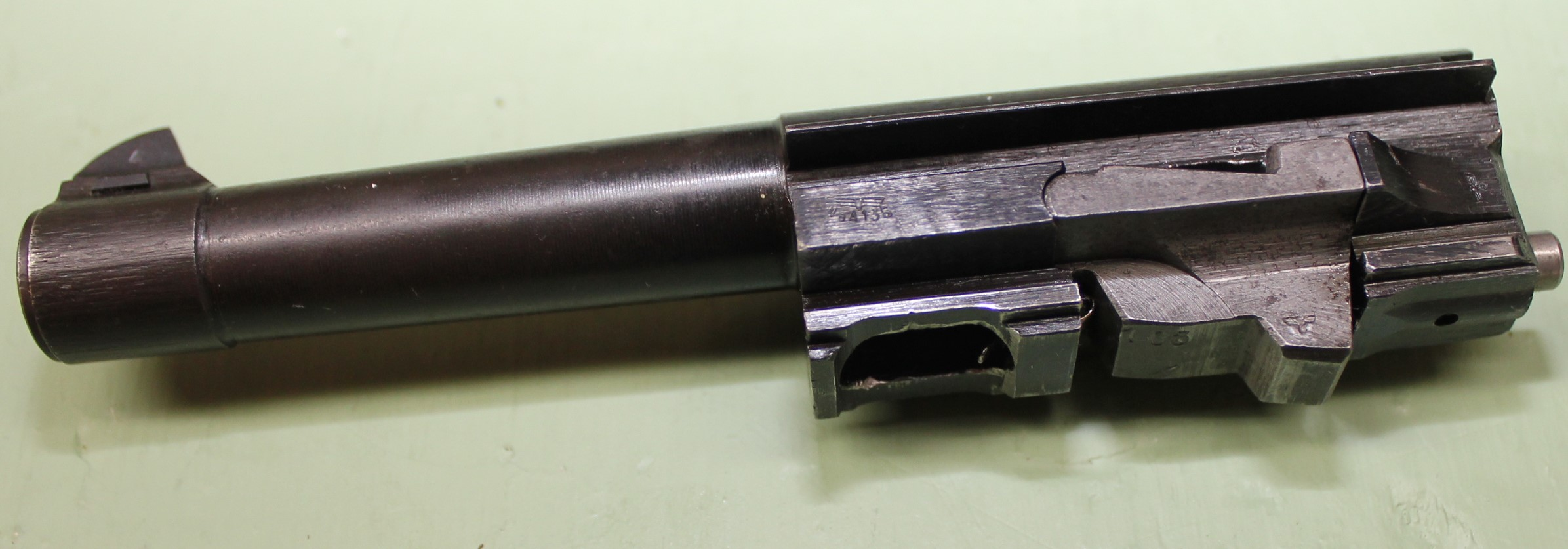
Cano P.38 Mauser de 1943 mostrando o desenho do bloco de trancamento.

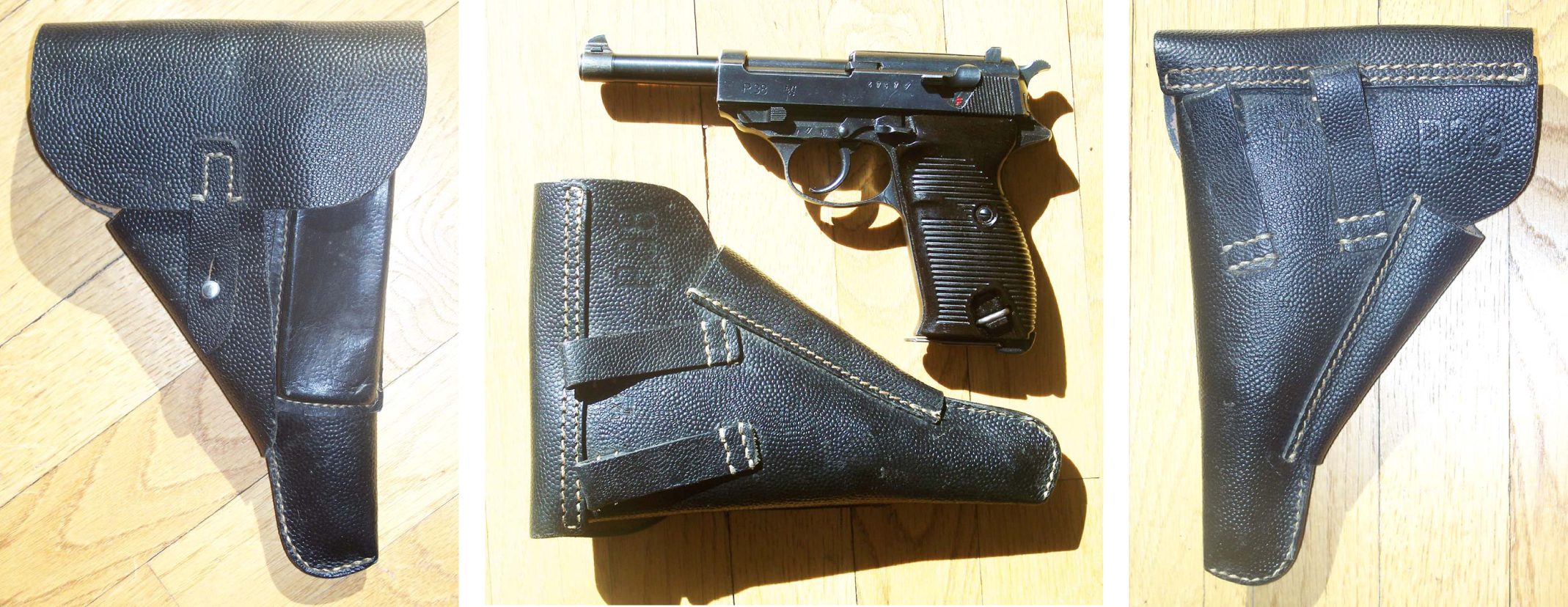
Pistola P38 fabricada pela Mauser, codificada "byf 44" com coldre de couro presstoff (artificial) correspondentes.

O mecanismo de cano móvel é acionado por uma peça de trancamento articulada em forma de cunha sob a culatra. Quando a pistola é disparada, o cano e a corrediça recuam juntos, até que a peça de trancamento articulada desça, desengatando a corrediça e prendendo ainda mais o movimento para trás do cano. A corrediça continua seu movimento para trás na armação, ejetando o estojo gasto e engatilhando o cão antes de chegar ao final do curso. Ao contrário da maioria das pistolas automáticas, que ejetam estojos vazios para a direita, a Walther P38 ejeta estojos vazios para a esquerda. Duas molas de recuo em ambos os lados da armação e abaixo da corrediça, tendo sido comprimidas pelo movimento para trás da corrediça, empurram a mesma para frente, retirando uma nova munição do carregador, conduzindo-a para a culatra e re-engatando o cano; terminando sua viagem de retorno com um novo cartucho na câmara, cão engatilhado e pronto para repetir o processo.
O desenho de bloco da culatra, assistido por peça de trancamento articulado, fornece boa precisão devido ao deslocamento em linha do cano e da corrediça.
As pistolas P38 de produção inicial foram equipadas com empunhaduras de nogueira, mas que posteriormente foram suplantadas por empunhaduras de baquelite. Punhos de chapa de metal foram usados por um tempo em pistolas produzidas na França após a guerra, sendo chamados de "Gray Ghosts" ("Fantasmas Cinzentos") por colecionadores, por causa de suas características de parquerização e empunhaduras de chapa de metal. As empunhaduras P1 do pós-guerra eram feitas de plástico de cor preta.

## Variantes

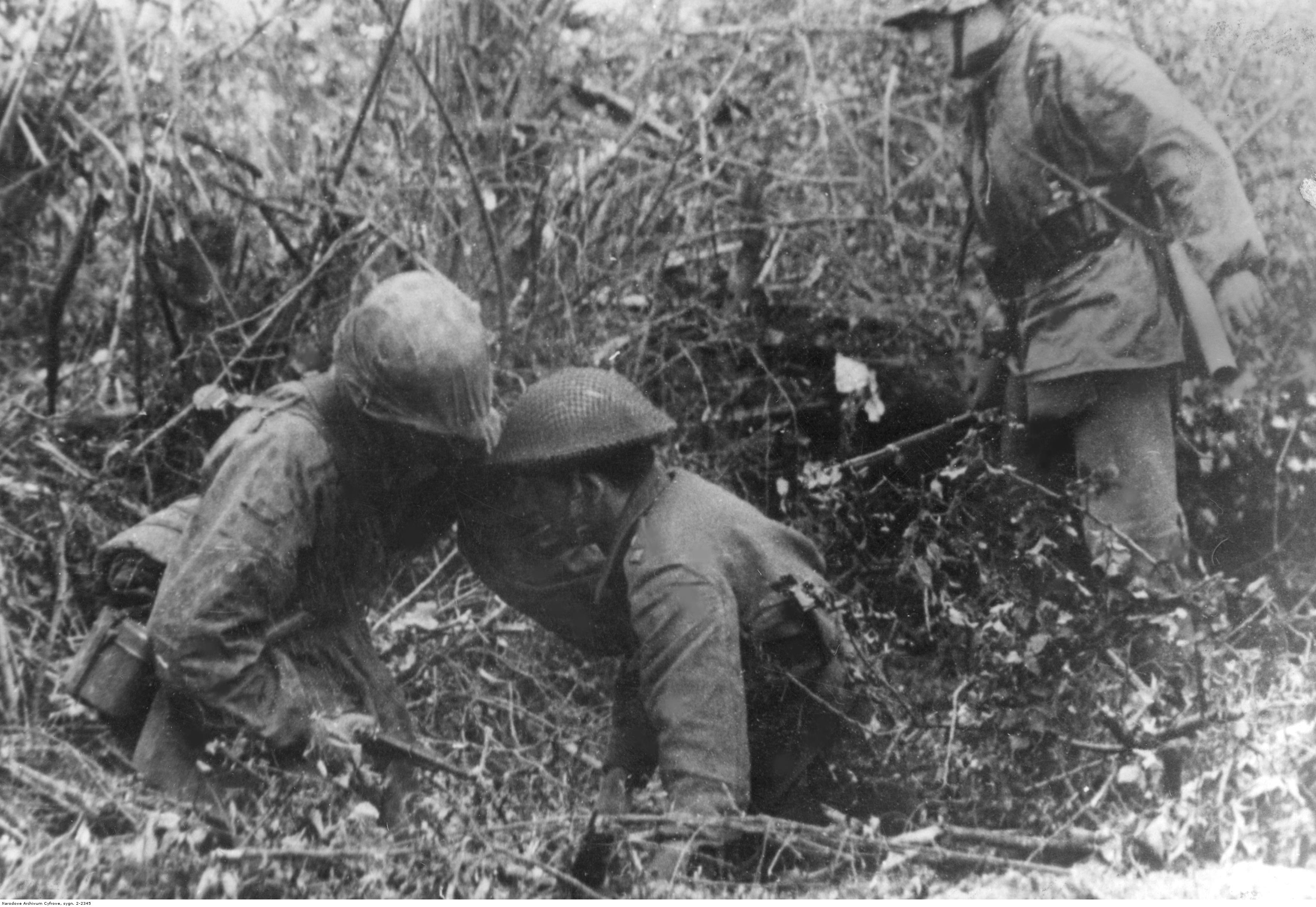
Dois soldados da Waffen SS capturam um tenente inglês no meio de arbustos na frente italiana. Na mão do soldado à esquerda, é visível uma pistola Walther P38.

O Walther P.38 esteve em produção de 1939 a 1945. O desenvolvimento inicial da pistola ocorreu em 1937-1939, culminando no primeiro modelo, designado Modelo HP ou Heerespistole ("pistola do exército"), que teve várias variantes à medida que as alterações de engenharia foram feitas. A produção inicial incluiu um contrato sueco. A designação P.38 indica a adoção da Wehrmacht em 1938, embora a data exata seja desconhecida. A transição da HP para as pistolas marcadas P.38, mecanicamente idênticas, ocorreu em 1939-1940. A Suécia comprou a P38 em 1939.
Durante a Segunda Guerra Mundial, o P.38 foi produzido por três fabricantes distintos: Walther, Mauser e Spreewerk. Para ocultar as identidades dos fabricantes, cada fabricante de guerra usava um código de letras: ac (Walther); byf (Mauser) e cyq (Spreewerk), seguido pela data (por exemplo: ac44: produção da Walther em 1944). A Spreewerk não marcou datas de produção. As pistolas foram produzidas em blocos de 10.000 pistolas numeradas consecutivamente, com cada bloco tendo um sufixo de letra consecutiva, para ocultar o volume de produção. No total, 1.277.680 pistolas P.38 foram produzidas durante a Segunda Guerra Mundial: 617.585 pela Walther em Zella-Mehlis; 372.875 pela Mauser em Oberndorf; 287.220 pela Spreewerk em Grottau. No final da guerra, o dado "cyq" da Spreewerk quebrou e pistolas subsequentes parecem estar marcadas como "cvq" devido ao dado quebrado. Cerca de 31.400 pistolas estão assim marcadas. A produção da Spreewerk terminou em abril de 1945.

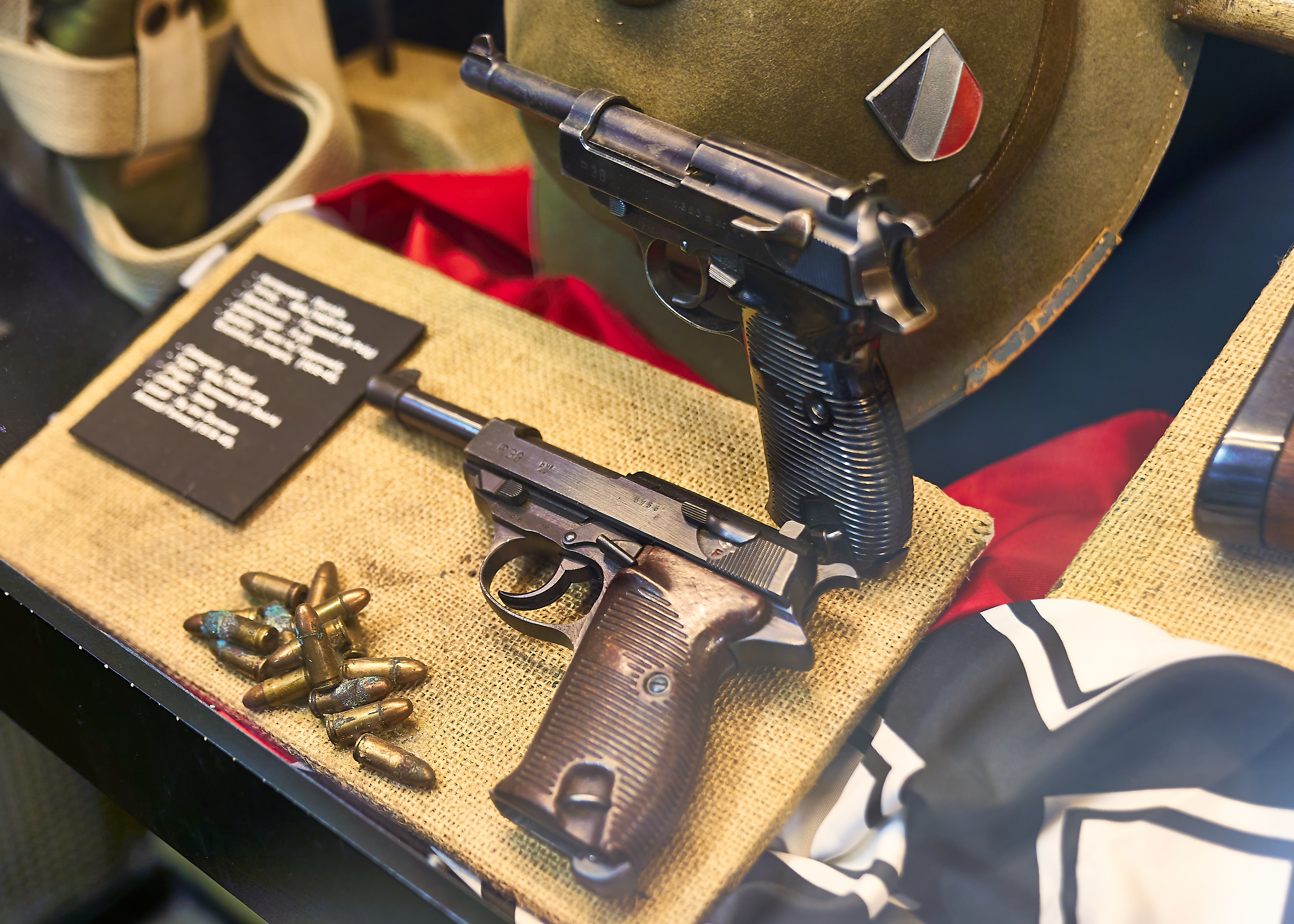
Pistolas Walther P38 no Museu de Guerra de Atenas, na Grécia.

Após a guerra, de 1945-1946, vários milhares de pistolas foram montadas para as forças armadas francesas. A França terminara a guerra com suas cidades destruídas e economia em frangalhos. Havia a necessidade de equipar suas forças armadas para atender ao compromisso militar na OTAN e para travar a Guerra da Indochina, então era necessário reconstruir a produção francesa de armamentos. A Alemanha derrotada foi dividida em quatro zonas de ocupação - americana, soviética, britânica e francesa - e a zona francesa no Palatinado incluía a fábrica quase intacta da Mauser em Oberndorf. Ela foi colocada em operação para produzir armas para o Exército Francês usando o ferramental e as peças armazenadas ali enquanto a indústria francesa se reerguia. Foram produzidos 48 mil fuzis Mauser Kar98k, cerca de 3.500 pistolas Luger P08 e 35.000 pistolas Walther P38. Pistolas P38 ali fabricados foram montadas com empunhaduras de alumínio conhecidos pelos colecionadores como "Gray Ghosts" ("Fantasmas Cinzentos").
Somente depois de 1957 que a P38 foi novamente produzida para os militares alemães. Em 1955, a Alemanha Ocidental reconstruiu suas forças armadas para que pudesse arcar com parte do fardo de sua própria defesa frente ao bloco soviético. A Walther se reformulou para a nova produção da P38, já que nenhuma produção militar de armas de fogo ocorrera na Alemanha Ocidental desde o final da guerra. Quando a Bundeswehr anunciou que queria a P38 como sua pistola de serviço oficial, a Walther prontamente retomou a sua produção em apenas dois anos, usando pistolas de guerra como modelos em conjunto com novos desenhos de engenharia e máquinas-ferramentas. A primeira das novas P38 foi entregue aos militares alemães-ocidentais em junho de 1957, cerca de 17 anos e dois meses após a pistola ter seu batismo de fogo na Segunda Guerra Mundial; de 1957 a 1963, a Walther P38 foi novamente a arma de serviço padrão.

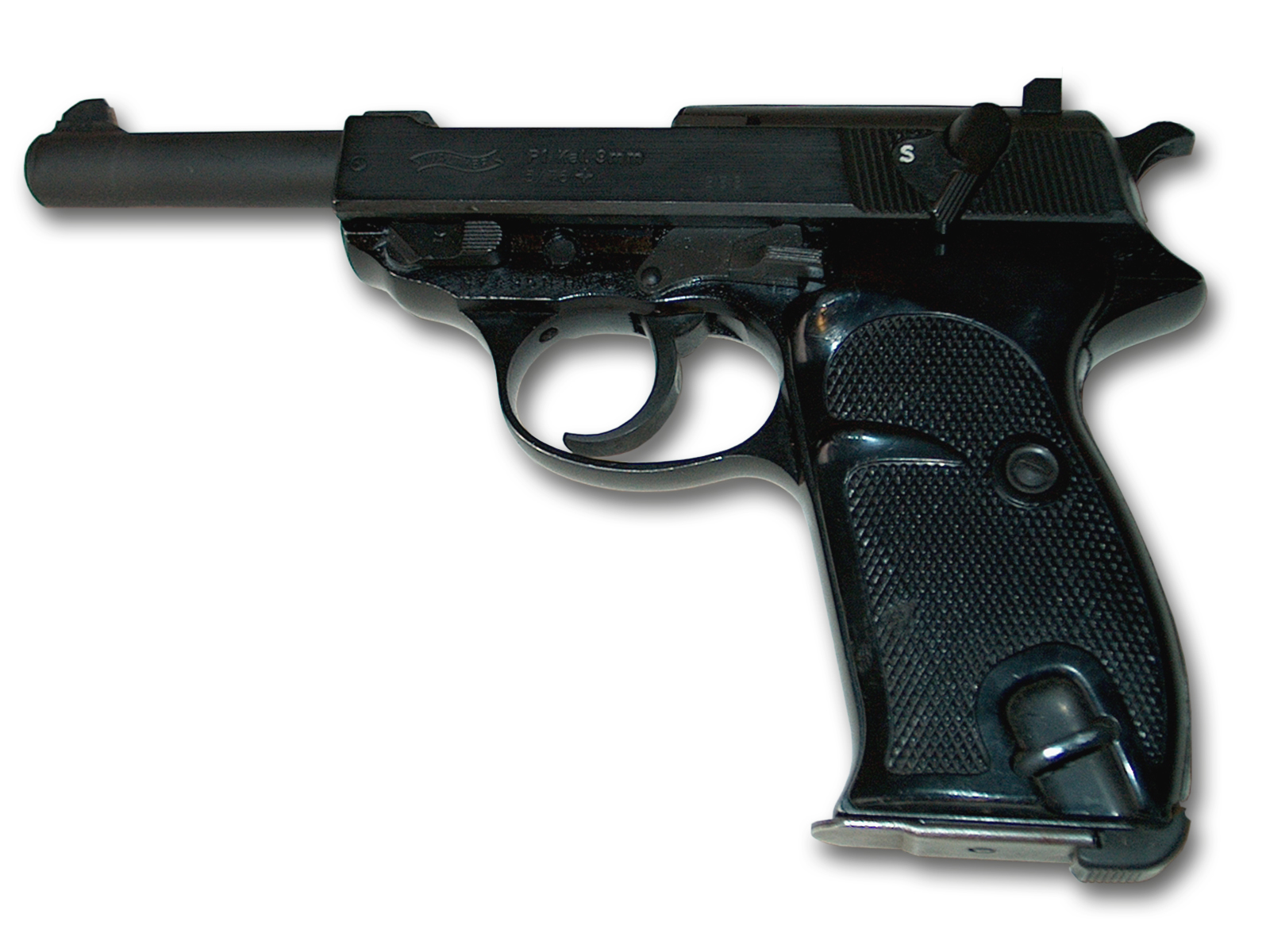
Walther P1 da Bundeswehr.

### P1
No final de 1963, o modelo militar do pós-guerra P1 foi adotado para uso pelos militares alemães, identificável pela estampa P1 na corrediça. As pistolas do pós-guerra, marcadas como P38 ou P1, têm uma estrutura de alumínio em vez da estrutura de aço do projeto original. A partir de junho de 1975, a estrutura de alumínio foi reforçada com um parafuso sextavado acima do guarda-mato, e um desenho de corrediça mais forte e ligeiramente modificado foi introduzido.
Durante a década de 1990, os militares alemães começaram a substituir a P1 pela pistola P8 e finalmente aposentaram a P1 em 2004.

### P4
Uma versão melhorada da P38, a Walther P4, foi desenvolvida no final da década de 1970 e adotada pelas forças policiais da África do Sul, Renânia-Palatinado e Baden-Württemberg.

## Uso em Portugal
A P38 foi adaptada pelas Forças Armadas Portuguesas em 1961 como Pistola 9 mm Walther m/961, servindo ao lado da Luger P08 então em serviço. Equipou desde logo as tropas em combate na Guerra do Ultramar. Em 2019, o Exército Português substituiu a Walther P38 pela Glock 17 de 5ª geração.

## Usuários

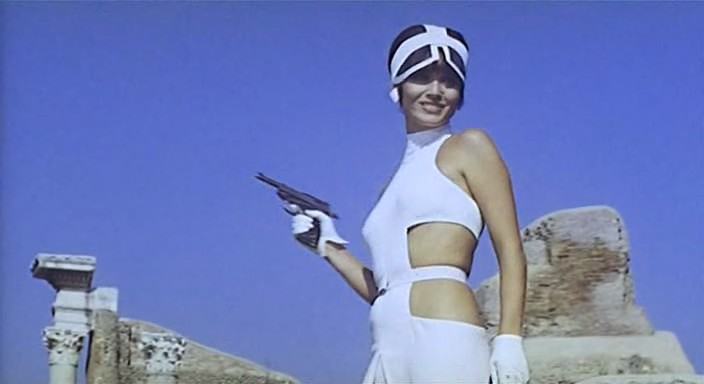
Olga (Elsa Martinelli) brandindo uma pistola Walther P38 no filme La decima vittima (A Décima Vítima), 1965.

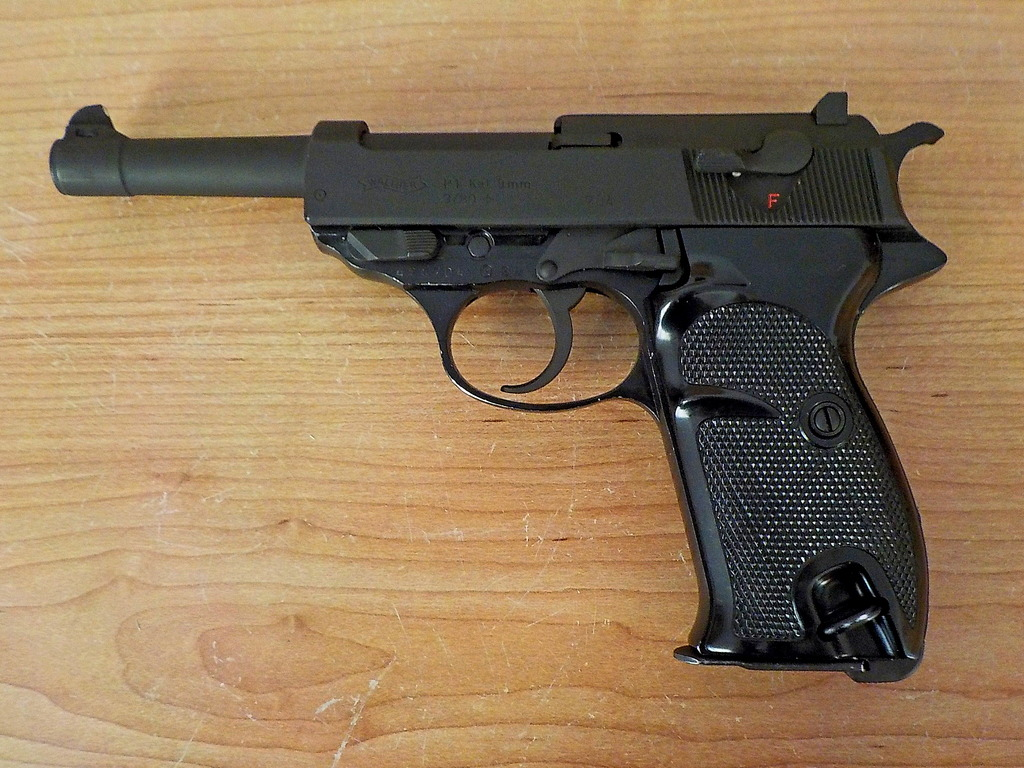
A armação da Walther P1 (1980) foi reforçada com um parafuso sextavado e uma corrediça grossa mais forte.

- Afeganistão: a Polícia Nacional Afegã recebeu 10 mil pistolas P1 após a queda do Talibã.[13]
- África do Sul: arma padrão da polícia sul-africana.[14]
- Alemanha Nazi[15]
- Alemanha Ocidental[16]
- Alemanha Oriental: usada primordialmente pela polícia.[17]
- Alemanha: variante P1.[15]
- Argentina: para fins de teste.[18]
- Argélia[19]
- Áustria[15]
- Canadá: usada pelos serviços de transporte de prisioneiros do Serviço Correcional do Canadá até ao final da década de 1980; variante P1.
- Cazaquistão: usada como pistola de serviço em empresas de segurança privada pelo menos até 2007.[20]
- Chade: variante P1.[15]
- Chile: Exército Chileno.[16]
- Coreia do Norte
- Estado Independente da Croácia[21]
- Estados Unidos: usada pelas Forças Especiais do Exército dos EUA atribuídos ao Destacamento 'A', Berlim durante a Guerra Fria.[22]
- Finlândia: forças de paz finlandesas da ONU, variante P1.[23]
- França: substituída em meados da década de 1950.
- Reino da Hungria[21]
- Itália[21]
- Iraque: a região do Curdistão recebeu 8 mil pistolas P1 em 2014.[24]
- Partisans da Jugoslávia[25]
- Líbano: usada em pequenos números pelo Exército Libanês e mais tarde por algumas milícias libanesas durante a crise do Líbano de 1958 e a Guerra Civil Libanesa (1975-1990).[15][26]
- Macedónia do Norte: variante P1.[15]
- Moçambique[15]
- Noruega: Forças Armadas da Noruega,[27] substituída pela Glock P80 em 1985.[28]
- Paquistão: usada pela Marinha do Paquistão e pelo Corpo Médico do Exército do Paquistão, em pequenos números comprados da Alemanha Ocidental.
- Portugal: usada pelo Exército Português até 2019, quando foi substituída pela Glock 17 Gen 5.[16][29]
- Suécia: variante HP.[30]
- Uruguai[31]
- Vietname do Norte[32]